# 稲荷神社 (越谷市登戸町)
稲荷神社（いなりじんじゃ）は、埼玉県越谷市の神社。

## 歴史
慶長年間（1596年 - 1615年）に創建された。別当寺だった報土院もその頃に創建されたという。江戸時代は登戸村の鎮守として祀られていた。今でこそ住宅街の中にあるが、かつては登戸村の村はずれに位置しており、田んぼの中にあった神社と伝えられる。
1871年（明治4年）、近代社格制度に基づく「村社」に列せられた。

## 交通アクセス
- 南越谷駅・新越谷駅より徒歩13分。